# Szahrak-e Sanati-je Orumije
Szahrak-e Sanati-je Orumije (pers. ‏شهرك صنعتي اروميه‎) – miejscowość w Iranie, w ostanie Azerbejdżan Zachodni. W 2006 roku miejscowość liczyła 32 mieszkańców w 10 rodzinach.